# Lista monumentelor istorice declasate din România
Lista de mai jos conține monumente istorice declasate în diferite momente din lista monumentelor istorice. Fiecare secțiune conține monumente declasate între două ediții ale LMI.

## Monumente declasate după apariția listei din 2015
| Cod LMI            | Denumire | Localitate                            | Localizare                                                                             | Datare, Creatori                  | Imagine           |
| ------------------ | --- | ------------------------------------- | -------------------------------------------------------------------------------------- | --------------------------------- | ----------------- |
| B-II-m-B-18732     | Casă (declasat prin Ordinul Ministrului Culturii nr. 3.596/20-12-2024)                                                                        | municipiul București                  | Calea Floreasca 23 sector 1                                                            | prima jum. sec. XX                | Încărcați imagini |
| GR-II-m-B-15033    | Conacul N. Cioflec, ulterior Oscar Han (declasat prin Ordinul Ministrului Culturii nr. 3.541/11-12-2024)                                      | sat Mârșa; comuna Mârșa               | Str. Principală 112 44°22′18″N 25°33′34″E / 44.371689°N 25.559498°E                    | 1850                              | Încărcați imagini |
| B-II-m-B-19748     | Casă de târgoveț (declasat prin Ordinul Ministrului Culturii nr. 3.455/04-11-2022)                                                            | municipiul București                  | Str. Stroiescu V. Vasile 1-3 sector 2                                                  | sec. XIX                          | Încărcați imagini |
| CL-II-m-B-14647    | Casă (declasat prin Ordinul Ministrului Culturii nr. 3.141/13-07-2022)                                                                        | municipiul Călărași                   | Str. Heliade-Rădulescu Ion 29-29 bis                                                   | 1920                              | Încărcați imagini |
| B-II-m-B-19213     | Casă (declasat prin Ordinul Ministrului Culturii nr. 2.936/25-05-2022)                                                                        | municipiul București                  | Str. Minulescu Ion 55 sector 3 44°25′01″N 26°07′10″E / 44.4168167114°N 26.1193161011°E | sf. sec. XIX - prima jum. sec. XX | Încărcați imagini |
| IS-II-m-B-03762    | Casă (declasat prin Ordinul Ministrului Culturii nr. 2.681/01-03-2022)                                                                        | municipiul Iași                       | Str. Buna Vestire 7                                                                    | înc. sec. XX                      | Încărcați imagini |
| IS-II-m-B-03714    | Casa Veronica Micle (declasat prin Ordinul Ministrului Culturii nr. 2.532/19-01-2022)                                                         | municipiul Iași                       | Str. Asachi Gheorghe 14 47°10′35″N 27°34′23″E / 47.176335°N 27.573138°E                | mijl. sec. XIX                    | Încărcați imagini |
| B-II-m-B-19120     | Casă (declasat prin Ordinul Ministrului Culturii nr. 3.168/18-06-2021)                                                                        | municipiul București                  | Str. Maica Domnului 15 sector 2                                                        | sf. sec. XIX - prima jum. sec. XX | Încărcați imagini |
| GJ-II-m-B-09212    | Casa Mihuțescu (declasat prin Ordinul Ministrului Culturii nr. 2.918/11-06-2020)                                                              | sat Baia de Fier; comuna Baia de Fier |                                                                                        | înc. sec. XX                      | Încărcați imagini |
| B-II-m-B-19265     | Casa Sofia Cavaleru (declasat prin Ordinul Ministrului Culturii nr. 2.830/29-04-2020)                                                         | municipiul București                  | Str. Munții Tatra 21 sector 1                                                          | prima jum. sec. XX                | Încărcați imagini |
| IS-II-m-B-03717    | Casă (declasat prin Ordinul Ministrului Culturii nr. 2.180/27-03-2019)                                                                        | municipiul Iași                       | Fundacul Bălcescu Nicolae 6                                                            | înc. sec. XX                      | Încărcați imagini |
| DB-II-m-B-17756    | Casa Albert Viespe, Mișu Constantin (declasat prin Ordinul Ministrului Culturii nr. 2.816/09-08-2019)                                         | sat Viforâta; comuna Aninoasa         | Str. Enigărescu Octav 49                                                               | 1890                              | Încărcați imagini |
| DB-II-m-B-17288    | Casa Sonia Ionescu (declasat prin Ordinul Ministrului Culturii nr. 2.736/19-07-2019)                                                          | municipiul Târgoviște                 | Str. Popescu Pârvan, locotenent 21                                                     | sf. sec. XIX                      | Încărcați imagini |
| SJ-II-m-B-05134    | Castelul Bay (declasat prin Ordinul Ministrului Culturii nr. 2.190/29-03-2019)                                                                | sat Treznea; comuna Treznea           | 245 47°06′17″N 23°06′32″E / 47.104792°N 23.108773°E                                    | sf. sec. XIX                      | Încărcați imagini |
| CL-II-m-B-14656    | Casă (declasat prin Ordinul Ministrului Culturii nr. 3.094/25-07-2024)                                                                        | municipiul Călărași                   | Str. Independenței 156                                                                 | 1902                              | Încărcați imagini |
| BT-II-m-B-01939    | Casa Piliuță (declasat prin Ordinul Ministrului Culturii nr. 2.906/20-11-2018)                                                                | municipiul Botoșani                   | Str. Vârnav 29                                                                         | 1780                              | Încărcați imagini |
| B-II-m-B-18734     | Casă (declasat prin Ordinul Ministrului Culturii nr. 2.856/12-11-2018)                                                                        | municipiul București                  | Calea Floreasca 200 sector 1                                                           | prima jum. sec. XX                | Încărcați imagini |
| B-II-m-B-18702     | Casa Săulescu (declasat prin Ordinul Ministrului Culturii nr. 2.841/1-11-2018)                                                                | municipiul București                  | Str. Enescu George 38 sector 1                                                         | sec. XIX                          | Încărcați imagini |
| MH-II-m-A-10179.02 | Spitalul Grecescu (declasat prin Ordinul Ministrului Culturii nr. 2.685/30-08-2018)                                                           | municipiul Drobeta Turnu Severin      | Str. Grecescu Dimitrie 1                                                               | sf. sec. XIX                      | Încărcați imagini |
| B-II-m-B-19777     | Casă (declasat prin Ordinul Ministrului Culturii nr. 2.581/20-07-2018)                                                                        | municipiul București                  | Str. Toneanu Vasile 9 sector 3                                                         | prima jum. sec. XX                | Încărcați imagini |
| B-II-m-B-19408.15  | Centru boli cardiovasculare-Secția cardiologie II_Corp H4 (declasat prin Ordinul Ministrului Culturii nr. 2.564/18-07-2018)                   | municipiul București                  | Calea Plevnei 134 sector 6                                                             |                                   | Încărcați imagini |
| CL-II-m-B-14641    | Depozit (declasat prin Ordinul Ministrului Culturii nr. 2.864/27-12-2017)                                                                     | municipiul Călărași                   | Str. Grivița 179                                                                       | 1921                              | Încărcați imagini |
| IF-II-m-B-15273    | Fost han (declasat prin Ordinul Ministrului Culturii nr. 2.810/22-11-2017)                                                                    | sat Ciorogârla; comuna Ciorogârla     | Șos. București 146                                                                     | sf. sec. XIX, transf. sec. XX     | Încărcați imagini |
| B-II-m-B-18051     | Casă (declasat prin Ordinul Ministrului Culturii nr. 2.795/14-11-2017)                                                                        | municipiul București                  | Str. Avrig 78 sector 2                                                                 | prima jum. sec. XX                | Încărcați imagini |
| B-II-m-B-18138     | Casă (declasat prin Ordinul Ministrului Culturii nr. 2.309/23-05-2017; monumentul fusese de fapt declasat în 1998, fiind doar radiat în 2017) | municipiul București                  | Str. Berzei 42 sector 1                                                                | sf. sec. XIX - prima jum. sec. XX | Încărcați imagini |
| B-II-m-B-18125     | Casă (declasat prin Ordinul Ministrului Culturii nr. 2.186/17.03.2016)                                                                        | municipiul București                  | Str. Berechet 10A sector 2                                                             | prima jum. sec. XX                | Încărcați imagini |
| B-II-m-B-18237     | Casă (foste atenanse ale Palatului Știrbei, Calea Victoriei nr. 107) (declasat prin Ordinul Ministrului Culturii nr. 2.694/23.10.2017)        | municipiul București                  | Str. Budișteanu C-tin g-ral 7 sector 1                                                 | sf. sec. XIX                      | Încărcați imagini |
| B-II-m-B-18949     | Casă (declasat prin Ordinul Ministrului Culturii nr. 3.824/10-10-2016)                                                                        | municipiul București                  | Str. Ionescu Grigore, arh. 28 sector 2                                                 | sf. sec. XIX - înc. sec. XX       | Încărcați imagini |

## Monumente declasate între lista din 2010 și lista din 2015
| Cod LMI                                | Denumire | Localitate                                 | Localizare                                                                | Datare, Creatori                                   | Imagine           |
| -------------------------------------- | --- | ------------------------------------------ | ------------------------------------------------------------------------- | -------------------------------------------------- | ----------------- |
| BC-II-m-B-00829                        | Școală (declasat prin Ordinul Ministrului Culturii nr. 2.828/24-12-2015)                                                                                 | sat Faraoani; comuna Faraoani              | Cătun Valea Mare                                                          | 1907                                               | Încărcați imagini |
| BZ-II-m-B-02353                        | Casa Iorgu O. Boeru (declasat prin Ordinul Ministrului Culturii nr. 2.354/5.07.2010)                                                                     | sat Balta Albă; comuna Balta Albă          | 204                                                                       | 1929                                               | Încărcați imagini |
| GL-II-m-B-03081.02                     | Magazie mărfuri (declasat prin Ordinul Ministrului Culturii nr. 2.828/24-12-2015)                                                                        | sat Frumușița; comuna Frumușița            | Pe linia de cale ferată Galați- Bârlad km 24+432                          | 1909                                               | Încărcați imagini |
| GL-II-m-B-03081.03                     | Magazie cereale (declasat prin Ordinul Ministrului Culturii nr. 2.828/24-12-2015)                                                                        | sat Frumușița; comuna Frumușița            | Pe linia de cale ferată Galați- Bârlad km 24+432                          | 1909                                               | Încărcați imagini |
| GL-II-m-B-03111                        | Casa Ofițerilor, azi Casa Armatei (declasat prin Ordinul Ministrului Culturii nr. 2.285/07-06-2012)                                                      | municipiul Tecuci                          | Str. Racovitz Costache 22                                                 | sf. sec. XIX                                       | Încărcați imagini |
| HD-II-m-B-03411                        | Băile Societății „Petroșani” (declasat prin Ordinul Ministrului Culturii nr. 2.658 /02-12-2013)                                                          | municipiul Petroșani                       | Str. Grivița Roșie 36                                                     | 1923 - 1925                                        | Încărcați imagini |
| MM-II-m-B-04648                        | Casa Konpasz (declasat prin Ordinul Ministrului Culturii nr. 2.799/29.12.2011)                                                                           | oraș Seini                                 | Str. Cuza Vodă 15                                                         | sec. XIX                                           | Încărcați imagini |
| TL-I-s-B-05827 (Cod RAN: 160733.06.01) | Așezare getică (declasat prin Ordinul Ministrului Culturii nr. 2.828/24-12-2015)                                                                         | sat Mahmudia; comuna Mahmudia              | La cca. 4 km E de satul Mahmudia, de-a lungul canalului Filip Roșu        | sec. IV - III a. Chr., Latène, Cultura geto-dacică | Încărcați imagini |
| VN-II-m-B-06494                        | Spital (declasat prin Ordinul Ministrului Culturii nr. 2.437/20.08.2012)                                                                                 | oraș Adjud                                 | Str. Copăcești 2                                                          | sf. sec. XIX                                       | Încărcați imagini |
| CJ-II-m-B-07671                        | Biserica de lemn „Sf. Arhangheli Mihail și Gavriil” (declasat prin Ordinul Ministrului Culturii nr. 2.828/24-12-2015)                                    | sat Ghirolt; comuna Aluniș                 | 57                                                                        | 1809                                               | Încărcați imagini |
| OT-II-m-B-08715                        | Casă (declasat prin Ordinul Ministrului Culturii nr. 2.347/26.05.2011)                                                                                   | municipiul Caracal                         | Str. Bicaz 1                                                              | 1892                                               | Încărcați imagini |
| GJ-II-m-B-09351 (Cod RAN: 79344.01)    | Biserica de lemn „Sf. Voievozi” (declasat prin Ordinul Ministrului Culturii nr. 2.499/30.08.2010)                                                        | sat Pleșa; oraș Bumbești-Jiu               |                                                                           | 1706, ref. 1823 - 1824                             | Încărcați imagini |
| NT-II-m-B-10645.01                     | Biserica de lemn „Sfinții Trei Ierarhi” (declasat prin Ordinul Ministrului Culturii nr. 2.798/29.12.2011)                                                | sat Poiana Largului; comuna Poiana Teiului |                                                                           | 1838                                               | Încărcați imagini |
| CS-II-m-B-10906                        | Fabrica de cărămidă, azi hală (declasat prin Ordinul Ministrului Culturii nr. 2.455/04.09.2012)                                                          | municipiul Reșița                          | Str. Lalescu Traian 36 În incinta SC TMK SA Reșița, zona Stavila          | 1905 - 1906                                        | Încărcați imagini |
| CV-II-m-B-13329                        | Casă (declasat prin Ordinul Ministrului Culturii nr. 2.464/10.08.2010)                                                                                   | sat Zăbala; comuna Zăbala                  | 211                                                                       | înc. sec. XX                                       | Încărcați imagini |
| AG-II-m-B-13457                        | Casa prof. Al. Nanu (declasat prin Ordinul Ministrului Culturii nr. 2.488/11-07-2014)                                                                    | municipiul Pitești                         | Str. Victoriei 25                                                         | sf. sec. XIX                                       | Încărcați imagini |
| AG-II-m-B-13458                        | Casa, azi Spitalul de Oncologie (declasat prin Ordinul Ministrului Culturii nr. 2.488/30-07-2014)                                                        | municipiul Pitești                         | Str. Victoriei 33                                                         | înc. sec. XX                                       | Încărcați imagini |
| AG-II-m-B-13641                        | Casa Corbeanu (declasat prin Ordinul Ministrului Culturii nr. 2.458/04.09.2012)                                                                          | municipiul Curtea de Argeș                 | Str. Decebal 4                                                            | sf. sec. XIX                                       | Încărcați imagini |
| IL-II-m-B-14105                        | Casa Gheorghe Popescu (declasat prin Ordinul Ministrului Culturii nr. 2.828/24-12-2015)                                                                  | sat Cosâmbești; comuna Cosâmbești          |                                                                           | 1880                                               | Încărcați imagini |
| IL-II-m-B-14163                        | Moara țărănească (declasat prin Ordinul Ministrului Culturii nr. 2.263/18.05.2010)                                                                       | oraș Țăndărei                              | Str. Florilor 2                                                           | 1934                                               | Încărcați imagini |
| GR-II-m-B-14866                        | Spitalul Vechi (declasat prin Ordinul Ministrului Culturii nr. 2.427/20.08.2012)                                                                         | municipiul Giurgiu                         | Bd. București 82                                                          | 1871                                               | Încărcați imagini |
| GR-II-m-B-14885                        | Baia publică (declasat prin Ordinul Ministrului Culturii nr. 2.739/12.12.2013)                                                                           | municipiul Giurgiu                         | Str. Parcului 2                                                           | 1930                                               | Încărcați imagini |
| PH-II-m-B-16310                        | Salonul de dans Anghel Nicolae (declasat prin Ordinul Ministrului Culturii nr. 2.828/24.12.2015; a fost la mutat la Muzeul Satului)                      | sat Aluniș; comuna Aluniș                  | 361                                                                       | 1920                                               | Încărcați imagini |
| PH-II-m-B-16709                        | Casa Constantin Ionescu (declasat prin Ordinul Ministrului Culturii nr. 2.013/11.01.2012)                                                                | oraș Slănic                                | Str. Baia Baciului 10                                                     | înc. sec. XX                                       | Încărcați imagini |
| DB-II-m-B-17205                        | Casa Maria Teodorescu (declasat prin Ordinul Ministrului Culturii nr. 2.728/05.12.2011)                                                                  | municipiul Târgoviște                      | Calea Câmpulung 6                                                         | 1850                                               | Încărcați imagini |
| DB-II-m-B-17260                        | Casa Nicolae Popescu (declasat prin Ordinul Ministrului Culturii nr. 2.139 / 12-03-2013)                                                                 | municipiul Târgoviște                      | Calea Domnească 317                                                       | 1864                                               | Încărcați imagini |
| DB-II-m-B-17551                        | Casa Vasile Cojocaru (declasat prin Ordinul Ministrului Culturii nr. 2.329/12-06-2013)                                                                   | sat Lunca; comuna Moroeni                  | Str. Principală 134                                                       | înc. sec. XX                                       | Încărcați imagini |
| DB-II-m-B-17556                        | Casa Iosif Diaconescu, azi Augustin Iosifescu (declasat prin Ordinul Ministrului Culturii nr. 2.057/31.01.2011)                                          | sat Malu cu Flori; comuna Malu cu Flori    | 410                                                                       | 1884                                               | Încărcați imagini |
| DB-II-m-B-17587                        | Casa Dumitru Șovăială (declasat prin Ordinul Ministrului Culturii nr. 2.430/20.08.2012)                                                                  | oraș Moreni                                | Str. Teilor 22 în colonia muncitorească Astra Română                      | înc. sec. XX                                       | Încărcați imagini |
| B-II-m-B-18070                         | Casă (declasat prin Ordinul Ministrului Culturii nr. 2.353/31.05.2011)                                                                                   | municipiul București                       | Str. Baldovin Pârcălabul 16 sector 1                                      | sf. sec. XIX - prima jum. sec. XX                  | Încărcați imagini |
| B-II-m-B-18071                         | Casă (declasat prin Ordinul Ministrului Culturii nr. 2.352/31.05.2011)                                                                                   | municipiul București                       | Str. Baldovin Pârcălabul 18 sector 1                                      | sf. sec. XIX - prima jum. sec. XX                  | Încărcați imagini |
| B-II-m-B-18072                         | Casă (declasat prin Ordinul Ministrului Culturii nr. 2.370/07.06.2011)                                                                                   | municipiul București                       | Str. Baldovin Pârcălabul 20 sector 1                                      | sf. sec. XIX - prima jum. sec. XX                  | Încărcați imagini |
| B-II-m-B-18258                         | Hotel Marna (declasat prin Ordinul Ministrului Culturii nr. 2.624/27.10.2010)                                                                            | municipiul București                       | Str. Buzești 3 sector 1                                                   | sf. sec. XIX                                       | Încărcați imagini |
| B-II-m-B-18259                         | Casa în care a locuit Mihai Eminescu (declasat prin Ordinul Ministrului Culturii nr. 2.625/27.10.2010)                                                   | municipiul București                       | Str. Buzești 5 sector 1                                                   | sf. sec. XIX                                       | Încărcați imagini |
| B-II-m-B-18295                         | Casă (declasat prin Ordinul Ministrului Culturii nr. 2.362/01.06.2011)                                                                                   | municipiul București                       | Str. Cameliei 24 sector 1 44°26′38″N 26°04′46″E / 44.443906°N 26.079558°E | sf. sec. XIX - prima jum. sec. XX                  | Încărcați imagini |
| B-II-m-B-18403                         | Imobil (declasat prin Ordinul Ministrului Culturii nr. 2.011/11.01.2012)                                                                                 | municipiul București                       | Calea Călărașilor 149 sector 3                                            | sf. sec. XIX - prima jum. sec. XX                  | Încărcați imagini |
| B-II-m-B-18465                         | Casă (declasat prin Ordinul Ministrului Culturii nr. 2.058/31.01.2011)                                                                                   | municipiul București                       | Str. Colței 40 sector 3                                                   | sf. sec. XIX                                       | Încărcați imagini |
| B-II-m-B-18737                         | Casă (declasat prin Ordinul Ministrului Culturii nr. 2.352/05.07.2010)                                                                                   | municipiul București                       | Calea Floreasca 226 sector 1                                              | prima jum. sec. XX                                 | Încărcați imagini |
| B-II-m-B-18751                         | Casă (declasat prin Ordinul Ministrului Culturii nr. 2.353/05.07.2010)                                                                                   | municipiul București                       | Str. Fluviului 12 sector 1                                                | sf. sec. XIX - prima jum. sec. XX                  | Încărcați imagini |
| B-II-m-B-18819                         | Casă (declasat prin Ordinul Ministrului Culturii nr. 2.351/05.07.2010)                                                                                   | municipiul București                       | Bd. Ghica Tei 125A sector 2                                               | sf. sec. XIX - prima jum. sec. XX                  | Încărcați imagini |
| B-II-m-B-18876                         | Casa C-tin Rădulescu - fațadele dinspre Calea Griviței și strada Buzești (declasat prin Ordinul Ministrului Culturii nr. 2.626/27.10.2010)               | municipiul București                       | Calea Griviței 80 sector 1                                                | sf. sec. XIX - prima jum. sec. XX                  | Încărcați imagini |
| B-II-m-B-18897                         | Locuință cu atelier (declasat prin Ordinul Ministrului Culturii nr. 2.171/25-03-2013)                                                                    | municipiul București                       | Str. Hagi Moscu Maria 16 sector 1                                         | prima jum. sec. XX                                 | Încărcați imagini |
| B-II-m-B-18900                         | Casă (declasat prin Ordinul Ministrului Culturii nr. 2.456/04.09.2012)                                                                                   | municipiul București                       | Str. Hagi Moscu Maria 28-30 sector 1                                      | prima jum. sec. XX                                 | Încărcați imagini |
| B-II-m-B-19136                         | Casă (declasat prin Ordinul Ministrului Culturii nr. 2.462/06.09.2012)                                                                                   | municipiul București                       | Bd. Maria 12 sector 4 44°25′32″N 26°05′55″E / 44.425605°N 26.098505°E     | sf. sec. XIX - prima jum. sec. XX                  | Încărcați imagini |
| B-II-m-B-19184                         | Casă de târgoveț (declasat prin Ordinul Ministrului Culturii nr. 2.595/25.08.2014)                                                                       | municipiul București                       | Str. Mecet 49 sector 2                                                    | 1815                                               | Încărcați imagini |
| B-II-m-B-19145                         | Casă (declasat prin Ordinul Ministrului Culturii nr. 2.014/11.01.2012)                                                                                   | municipiul București                       | Bd. Maria 60 sector 4                                                     | sf. sec. XIX - prima jum. sec. XX                  | Încărcați imagini |
| B-II-m-B-19270                         | Casă (declasat prin Ordinul Ministrului Culturii nr. 2.362/12.07.2010)                                                                                   | municipiul București                       | Str. Negulescu Ștefan 20-22 sector 1                                      | prima jum. sec. XX                                 | Încărcați imagini |
| B-II-m-B-19398                         | Casă (declasat prin Ordinul Ministrului Culturii nr. 2.627/27.10.2010)                                                                                   | municipiul București                       | Calea Plevnei 52 sector 1                                                 | prima jum. sec. XX                                 | Încărcați imagini |
| B-II-m-B-19526                         | Imobil (declasat prin Ordinul Ministrului Culturii nr. 2.630/28.10.2010)                                                                                 | municipiul București                       | Str. Râmniceanu Naum 7 sector 1                                           | 1935                                               | Încărcați imagini |
| B-II-m-B-19639                         | Casă (declasat prin Ordinul Ministrului Culturii nr. 2.489/18.08.2010)                                                                                   | municipiul București                       | Str. Sandu-Aldea Constantin 37 sector 1                                   | prima jum. sec. XX                                 | Încărcați imagini |
| B-II-m-B-19823                         | Uzinele Timpuri Noi, Birouri - fostul centru de calcul (declasat prin Ordinul Ministrului Culturii nr. 2.457/04.09.2012)                                 | municipiul București                       | Splaiul Unirii 165 sector 3                                               | sf. sec. XIX - prima jum. sec. XX                  | Încărcați imagini |
| AB-II-m-B-20330                        | Casă (declasat prin Ordinul Ministrului Culturii nr. 2314/08.07.2004)                                                                                    | sat Roșia Montană, comuna Roșia Montană    | 203                                                                       | 1900 - 1940                                        | Încărcați imagini |
| AB-II-a-B-00365                        | Ansamblul bisericii de lemn „Sf. Arhangheli” (declasat prin Ordinul Ministrului Culturii nr. poziția nr. 569 din LMI 2004 a fost eliminată din LMI 2010) | sat Șilea; comuna Fărău                    |                                                                           | 1664                                               | Încărcați imagini |
| AB-IV-m-B-20331                        | Casa „Sava Henția” (declasat prin Ordinul Ministrului Culturii nr. OMCC nr. 2314/08.07.2004, M.Of. nr. 646 bis/16.07.2004, p.2431)                       | sat Sebeșel; Comuna Săsciori               | lângă pod                                                                 | sec. XIX                                           | Încărcați imagini |

## Monumente declasate între lista din 2004 și lista din 2010
| Cod LMI         | Denumire | Localitate                    | Localizare                    | Datare, Creatori            | Imagine           |
| --------------- | --- | ----------------------------- | ----------------------------- | --------------------------- | ----------------- |
| BC-II-m-B-00798 | Biserica de lemn „Sf. Ioan” (declasat prin Ordinul Ministrului Culturii nr. 2.659/18.11.2008)                                                                                       | sat Brad; comuna Negri        |                               | 1771                        | Încărcați imagini |
| BC-II-m-B-00828 | Școală (declasat prin Ordinul Ministrului Culturii nr. 2.496/01.08.2008) | sat Faraoani; comuna Faraoani |                               | 1909                        | Încărcați imagini |
| SM-II-m-B-05260 | Casa Vasile Lucaciu (declasat prin Ordinul Ministrului Culturii nr. necunoscut - monumentul nu mai apare pe lista monumentelor istorice din 2010)                                   | sat Apa; comuna Apa           | Str. Principală 41            | 1853                        | Încărcați imagini |
| GJ-II-m-B-09401 | Biserica de lemn „Sf. Gheorghe”, „Înălțarea Domnului” (declasat prin Ordinul Ministrului Culturii nr. necunoscut - monumentul nu mai apare pe lista monumentelor istorice din 2010) | oraș Târgu Cărbunești         | Cartier Comănești-Pojogeni    | 1834 – 1838                 | Încărcați imagini |
| PH-II-m-B-16836 | Casa Constantin și George Vătășelu (declasat prin Ordinul Ministrului Culturii nr. 2.620/21.10.2008)                                                                                | oraș Vălenii de Munte         | str. Berevoiești nr. 69       |                             | Încărcați imagini |
| DB-II-m-B-17285 | Casa Moșoiu (declasat prin Ordinul Ministrului Culturii nr. 2.658/18.11.2008) | municipiul Târgoviște         | str. Popa Șapcă nr. 10        | sec. XIX                    | Încărcați imagini |
| B-II-m-B-19196  | Casă (declasat prin Ordinul Ministrului Culturii nr. 2.493/30.07.2008) | municipiul București          | Bd. Mihalache Ion 12 sector 1 | sf. sec. XIX - înc. sec. XX | Încărcați imagini |
| GL-II-m-B-20173 | Han (declasat prin Ordinul Ministrului Culturii nr. 2.660/18.11.2008) | municipiul Galați             | Str. Cuza Alexandru Ioan 43   | 1882                        | Încărcați imagini |

## Monumente declasate între lista din 1992 și lista din 2004
| Cod LMI92 | Denumire                   | Localitate                    | Adresă                   | Datare | Creatori | Coordonate                                      | Imagine           |
| --------- | -------------------------- | ----------------------------- | ------------------------ | ------ | -------- | ----------------------------------------------- | ----------------- |
| 04B0159   | Conacul Istrate și Melinte | sat Șerbești; comuna Săucești | în partea de N a satului | 1890   |          | 46°42′12″N 26°55′25″E / 46.703206°N 26.923569°E | Încărcați imagini |
| 04B0042   | Școală                     | sat Blăgești; comuna Blăgești | în centrul satului       | 1912   |          |                                                 | Încărcați imagini |